# Кут трьох імператорів

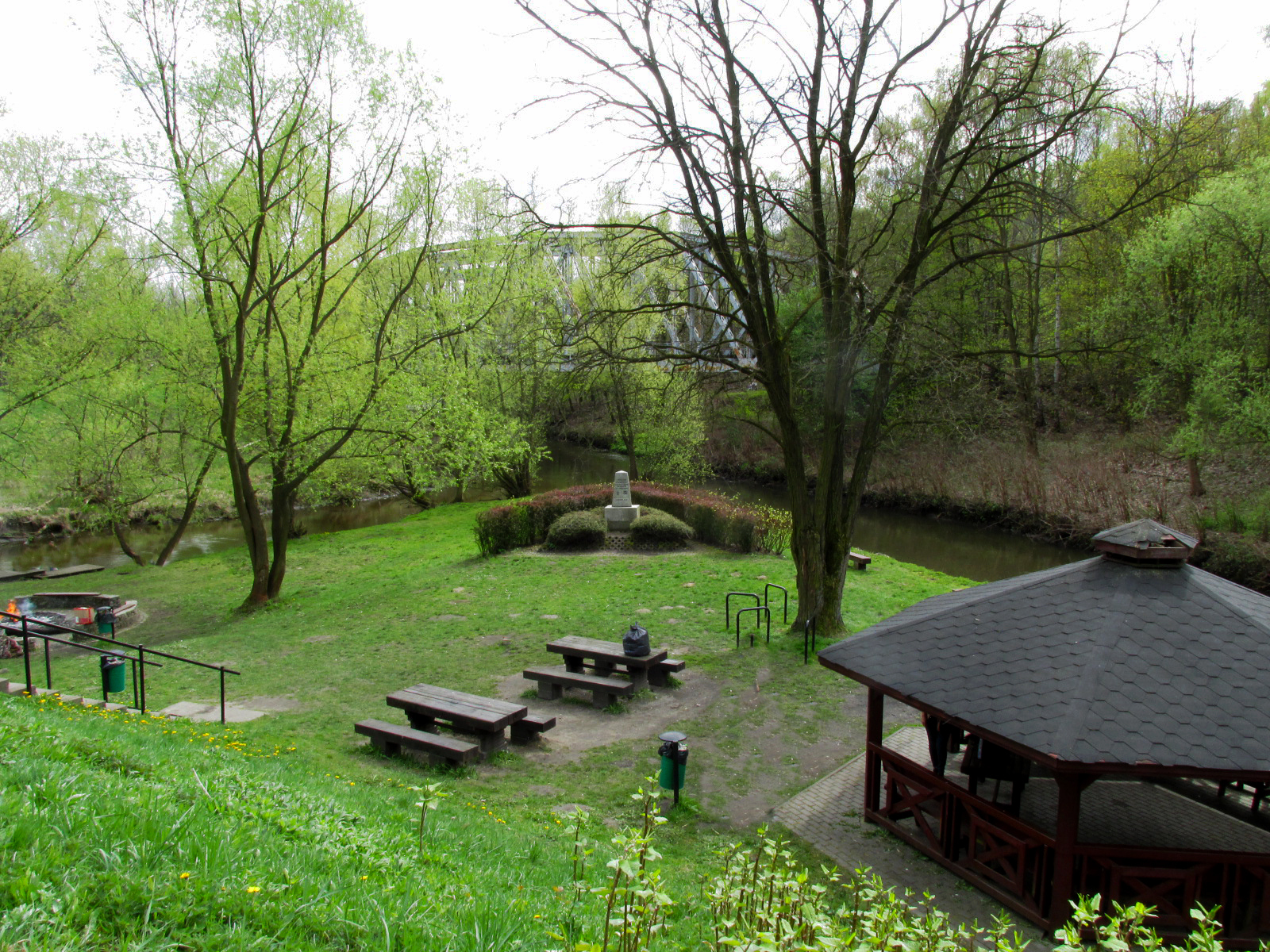
Кут трьох імператорів в наш час. До 1918 р. ліва частина належала Німеччині, середня — Російській імперії, а права — Австро-Угорщині.

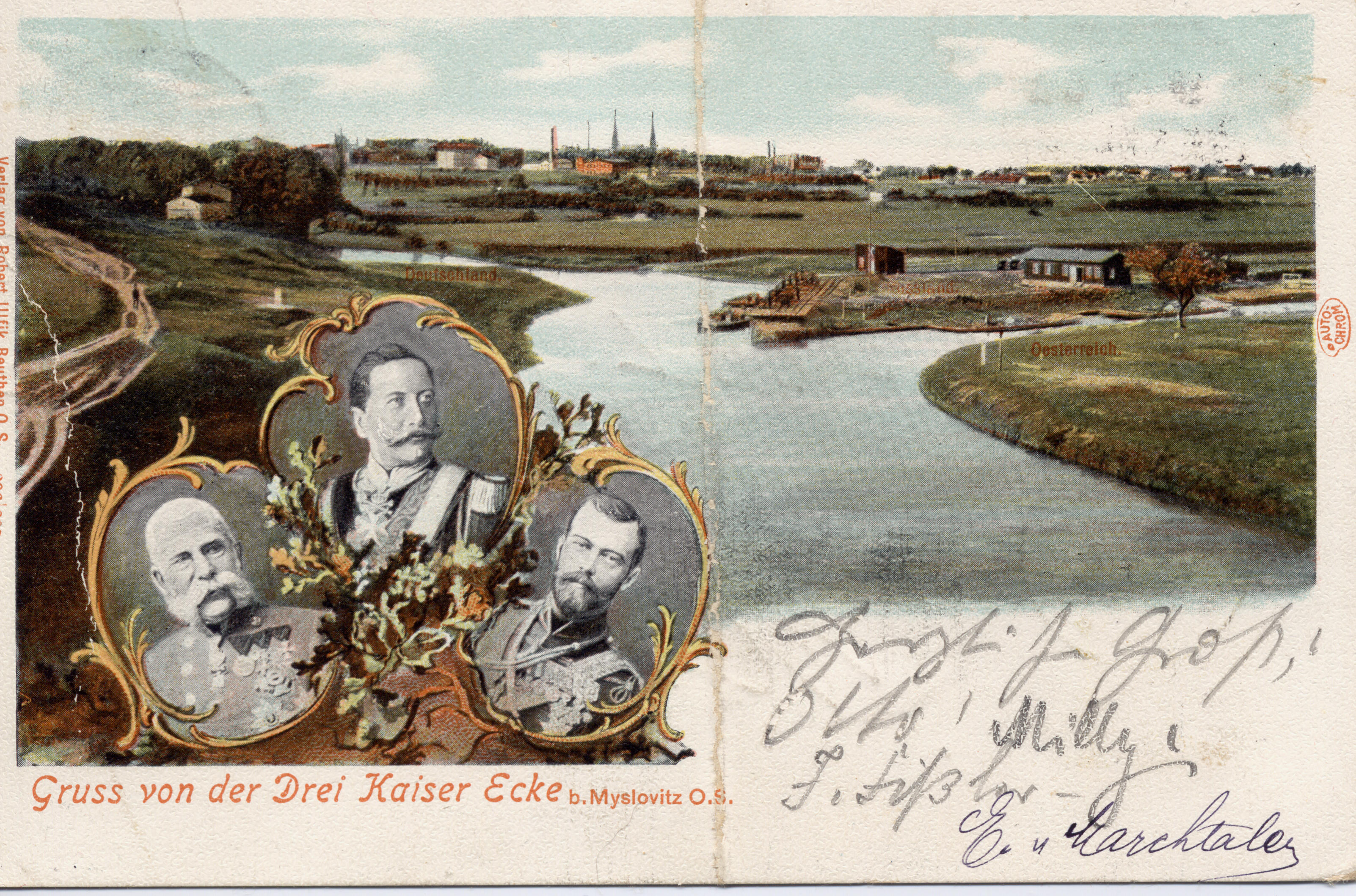
Кут трьох імператорів на пам'ятній листівці 1902 р. Імператори на фото, зліва: Франц-Йосиф I Австрійський, Вільгельм II Прусський, Микола II.

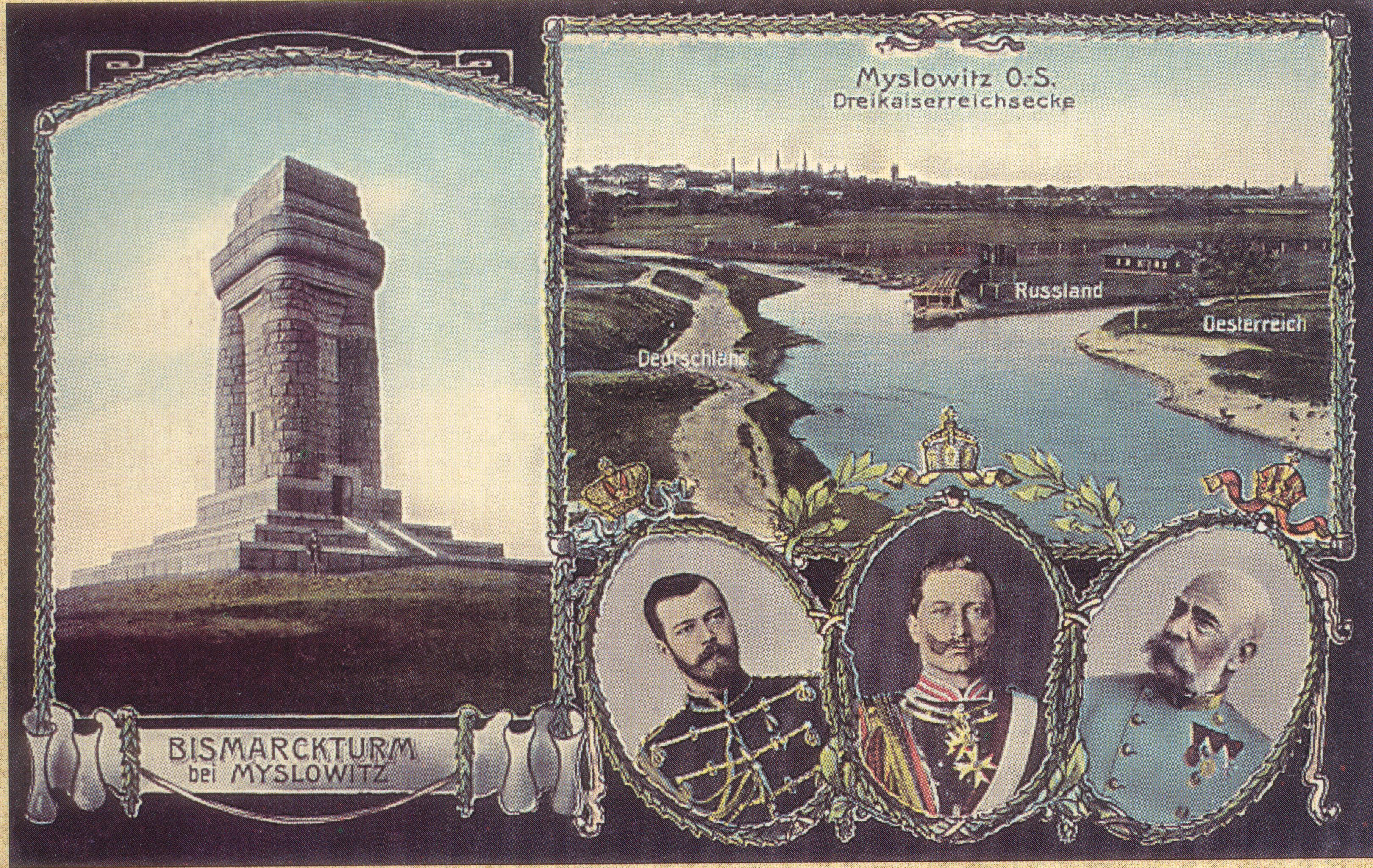
Кут трьох імператорів. Листівка

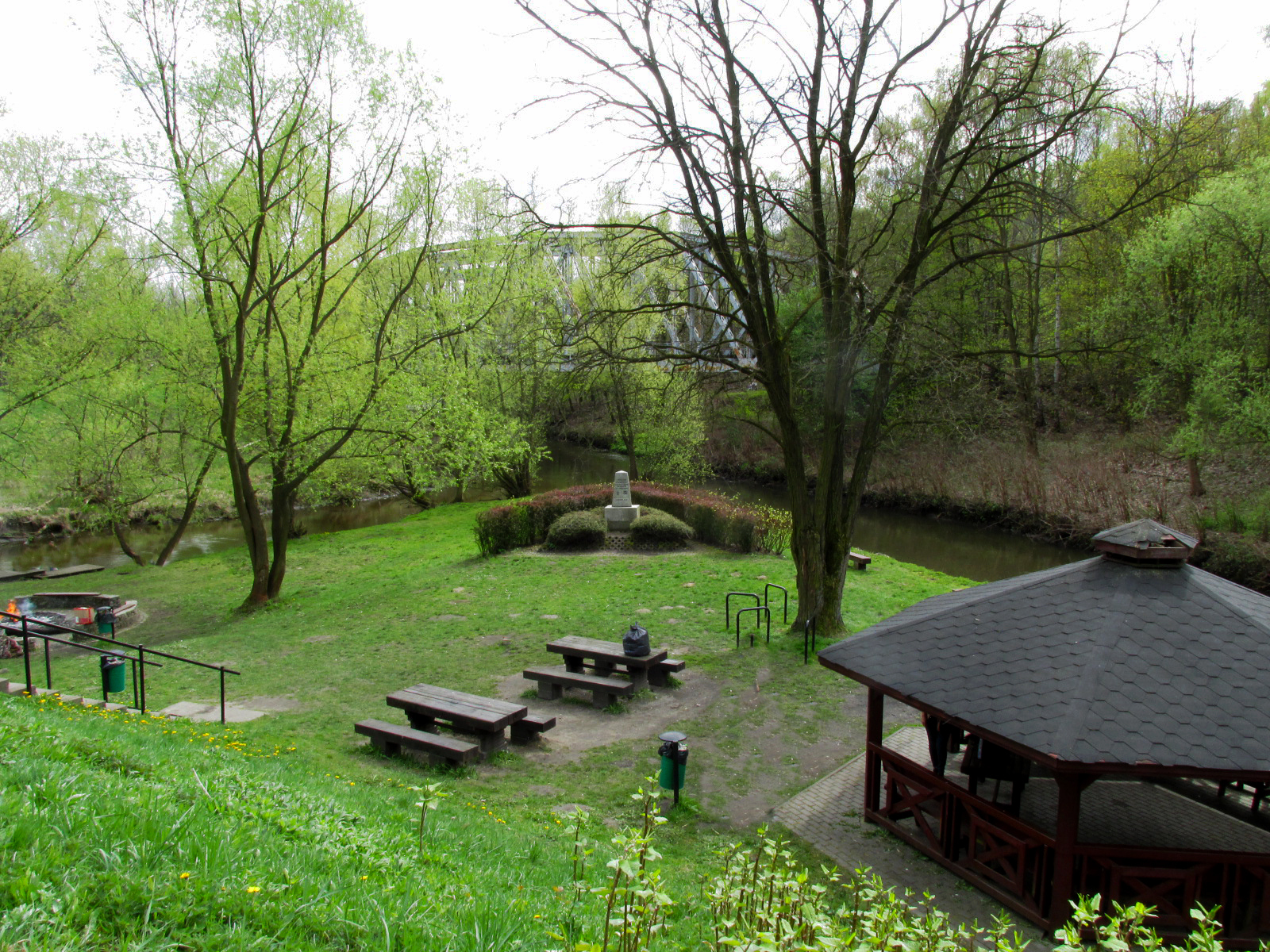
Trójkąt Trzech Cesarzy

Кут трьох імператорів (нім. Dreikaisereck, пол. Trójkąt Trzech Cesarzy, рос. Угол трёх императоров) — колись знаменитий стик кордонів трьох держав:  Російської імперії,  Пруссії (пізніше  Німецької імперії) і  Австрійської імперії (пізніше  Австро-Угорщини). Утворився 16 листопада 1846 року, після того, як Австрійська імперія анексувала Вільне місто Краків, і з тих часів став найпопулярнішою пам'яткою. З його зображенням, а також фотографіями трьох імператорів, друкувалися і розсилалися листівки. Щорічно місцевість відвідувало до 8 тисяч туристів, в основному з Німеччини. Припинив своє існування в роки  Першої світової війни.

## Географія
Географічно точка стику розташовувалася в місці злиття річок Чорна Пшемша і Біла Пшемша (нині — Сілезьке воєводство). Місцевими населеними пунктами були: російський Сосновець, німецькі Мисловиці (нині входять до агломерації Катовиці). Неподалік розташовувався також і Освенцим, який отримав сумну популярність пізніше. Населяли міста переважно етнічні поляки, що перетворилися на розділений народ. Береги єднали два мости. Своє історичне ім'я регіон отримав після об'єднання Німеччини в 1871 році. У 1907 році на німецькій стороні була зведена і Вежа Бісмарка, знесена в 1933 році.

## Редемаркація
Прикордонний стик фактично припинив своє існування під час Першої світової війни, коли Царство Польське, що належало Російській імперії, було окуповано німецькими та австрійськими військами. Формально був включений до складу незалежної  Польщі в 1918 році.

#### Ресурси Інтернету
- Вікісховище має мультимедійні дані за темою: Кут трьох імператорів
- Przedwojenne pocztówki z Trójkątem Trzech Cesarzy [Архівовано 9 червня 2019 у Wayback Machine.]
- O mysłowickiej Wieży Bismarcka [Архівовано 7 червня 2017 у Wayback Machine.]
- Wirtualna wycieczka po Trójkącie Trzech Cesarzy [Архівовано 4 березня 2016 у Wayback Machine.]
- Strona o Trójkącie Trzech Cesarzy [Архівовано 12 травня 2021 у Wayback Machine.]
- Panorama 360 [Архівовано 4 березня 2016 у Wayback Machine.]
- Ідіотес Епістолес — Кут трьох імператорів [Архівовано 11 лютого 2018 у Wayback Machine.]